# Jiří Mikulášek
Jiří Mikulášek (* 5. února 1942 Brno) je český římskokatolický kněz, v letech 1992–2019 generální vikář brněnské diecéze.

## Život
Po vystudování Střední průmyslové školy elektrotechnické Brno pracoval osm let jako technik v brněnské Zbrojovce. V letech 1968 až 1973 vystudoval teologii na olomoucké pobočce Cyrilometodějské bohoslovecké fakulty a v roce 1973 byl v brněnské katedrále sv. Petra a Pavla vysvěcen na kněze. Poté působil jako farní vikář v Jedovnicích (od 1. srpna 1973) a jako duchovní správce v Blansku (od 1. listopadu 1978), Hovoranech a ve farnosti u katedrály sv. Petra a Pavla v Brně.
S účinností od 15. srpna 1992 byl jmenován generálním vikářem brněnské diecéze. Tuto funkci vykonával do 4. února 2019. Jeho nástupcem se stal pomocný biskup (a od roku 2022 diecézní biskup) Mons. Pavel Konzbul.
V roce 1994 byl jmenován arcijáhnem (2. prelát) Královské stoliční kapituly sv. Petra a Pavla v Brně a 5. dubna 2008 byl instalován jejím děkanem (1. prelát).
V roce 2000 byl jmenován papežským prelátem.

## Dílo
- Kde by se vzalo to dobro?, Cesta, Brno 1999
- Stříbrné vteřiny, Cesta, Brno 2000
- Stříbrné vteřiny (dotisk), Cesta, Brno 2002
- Sejdeme se v nebi – životní příběh mladého kněze Jana Buly, Biskupství brněnské, Brno 2003
- Přichází král, Biskupství brněnské, Brno 2005
- Sešívané srdce – životní cesta otce Jana Topenčíka, Nové město, Praha 2007
- Někdo tě má rád - Krátké zamyšlení a homilie, Biskupství brněnské 2015